# Czesław Kurpias
Czesław Kurpias (ur. 8 sierpnia 1920, zm. 19 maja 1984) – funkcjonariusz Służby Bezpieczeństwa, pułkownik Milicji Obywatelskiej.
Urodził się 8 sierpnia 1920 w Puławach jako syn Stanisława i Zofii. Do organów MO i SB wstąpił w 1944, w których pełnił funkcję funkcjonariusza KWMO w Rzeszowie (1944) i Krakowie (1944–1945), z-cy komendanta KWMO w Poznaniu (1945–1947) i Katowicach (1947–1949), kmdta KWMO w Katowicach (1949–1950), kmdta Centrum Wyszkolenia MO w Słupsku (1950–1954), z-cy dyr. Biura „C” MSW tj. Centralnego Archiwum MSW (1967–1970), z-cy dyr. Biura „B” MSW, jednostki operacyjnej prowadzącej obserwacje (1970–1971), dyr. Biura Operacyjnego Komendy Głównej MO (1974–1979). 
Zmarł 19 maja 1984. Został pochowany na Cmentarzu Wojskowym na Powązkach w Warszawie (kwatera A32-tuje-8).
Jego syn Bogdan został oficerem Policji.